# Anthony Mantha
Anthony Mantha-Pronovost (* 16. září 1994) je profesionální kanadský útočník momentálně hrající v týmu Calgary Flames v severoamerické lize NHL. Byl draftován v roce 2013 v 1. kole jako 20. celkově klubem Detroit Red Wings. Jeho dědeček je čtyřnásobný držitel Stanley Cupu André Pronovost.

## Hráčská kariéra
Sezóna 2024/2025 pro něj skončila předčasně, poté co si na začátku listopadu 2024 poranil přední zkřížený vaz v utkání proti Montrealu.

## Ocenění a úspěchy
- 2013 CHL - Top Prospects Game
- 2013 QMJHL - Nejlepší střelec
- 2013 QMJHL - Druhý All-Star Tým
- 2014 CHL - Hráč roku
- 2014 QMJHL - První All-Star Tým měsíce září 2013
- 2014 QMJHL - První All-Star Tým měsíce října 2013
- 2014 QMJHL - První All-Star Tým
- 2014 QMJHL - Nejlepší střelec
- 2014 QMJHL - Nejlepší střelec v playoff
- 2014 QMJHL - Jean Béliveau Trophy
- 2014 QMJHL - Michel Brière Memorial Trophy
- 2014 MSJ - All-Star Tým
- 2019 MS - Top tří hráčů v týmu

## Prvenství
- Debut v NHL - 15. března 2016 (Philadelphia Flyers proti Detroit Red Wings)
- První asistence v NHL - 22. března 2016 (Tampa Bay Lightning proti Detroit Red Wings)
- První gól v NHL - 24. března 2016 (Detroit Red Wings proti Montreal Canadiens, kanadskému brankáři Ben Scrivens)
- První hattrick v NHL - 31. března 2019 (Detroit Red Wings proti Boston Bruins)

## Klubové statistiky
| Sezóna      | Klub                  | Soutěž      |     | Základní část | Základní část | Základní část | Základní část | Základní část |    | Play off | Play off | Play off | Play off | Play off |
| Sezóna      | Klub                  | Soutěž      | Z   | G             | A             | B             | TM            | Z             | G  | A        | B        | TM       |          |          |
| 2010–11     | Val-d'Or Foreurs      | QMJHL       | 2   | 0             | 0             | 0             | 0             | —             | —  | —        | —        | —        |          |          |
| 2011–12     | Val-d'Or Foreurs      | QMJHL       | 63  | 22            | 29            | 51            | 39            | 4             | 2  | 2        | 4        | 6        |          |          |
| 2012–13     | Val-d'Or Foreurs      | QMJHL       | 67  | 50            | 39            | 89            | 71            | 9             | 5  | 7        | 12       | 13       |          |          |
| 2013–14     | Val-d'Or Foreurs      | QMJHL       | 57  | 57            | 63            | 120           | 75            | 24            | 24 | 14       | 38       | 52       |          |          |
| 2014–15     | Grand Rapids Griffins | AHL         | 62  | 15            | 18            | 33            | 64            | 16            | 2  | 2        | 4        | 16       |          |          |
| 2015–16     | Grand Rapids Griffins | AHL         | 60  | 21            | 24            | 45            | 32            | 9             | 4  | 7        | 11       | 8        |          |          |
| 2015–16     | Detroit Red Wings     | NHL         | 10  | 2             | 1             | 3             | 2             | —             | —  | —        | —        | —        |          |          |
| 2016–17     | Grand Rapids Griffins | AHL         | 10  | 8             | 2             | 10            | 6             | —             | —  | —        | —        | —        |          |          |
| 2016–17     | Detroit Red Wings     | NHL         | 60  | 17            | 19            | 36            | 53            | —             | —  | —        | —        | —        |          |          |
| 2017–18     | Detroit Red Wings     | NHL         | 80  | 24            | 24            | 48            | 52            | —             | —  | —        | —        | —        |          |          |
| 2018–19     | Detroit Red Wings     | NHL         | 67  | 25            | 23            | 48            | 30            | —             | —  | —        | —        | —        |          |          |
| 2019–20     | Detroit Red Wings     | NHL         | 43  | 16            | 22            | 38            | 34            | —             | —  | —        | —        | —        |          |          |
| 2020–21     | Detroit Red Wings     | NHL         | 42  | 11            | 10            | 21            | 17            | —             | —  | —        | —        | —        |          |          |
| 2020–21     | Washington Capitals   | NHL         | 14  | 4             | 4             | 8             | 8             | 5             | 0  | 2        | 2        | 6        |          |          |
| 2021–22     | Washington Capitals   | NHL         | 37  | 9             | 14            | 23            | 14            | 6             | 0  | 4        | 4        | 13       |          |          |
| 2022–23     | Washington Capitals   | NHL         | 67  | 11            | 16            | 27            | 31            | —             | —  | —        | —        | —        |          |          |
| 2023–24     | Washington Capitals   | NHL         | 56  | 20            | 14            | 34            | 17            | —             | —  | —        | —        | —        |          |          |
| 2023–24     | Vegas Golden Knights  | NHL         | 18  | 3             | 7             | 10            | 8             | 3             | 0  | 0        | 0        | 2        |          |          |
| 2024–25     | Calgary Flames        | NHL         | 13  | 4             | 3             | 7             | 11            | —             | —  | —        | —        | —        |          |          |
| NHL celkově | NHL celkově           | NHL celkově | 507 | 146           | 157           | 303           | 277           | 14            | 0  | 6        | 6        | 21       |          |          |

## Reprezentace
| Rok                       | Tým                       | Soutěž                    | Z  | G | A | B  | TM |
| ------------------------- | ------------------------- | ------------------------- | -- | - | - | -- | -- |
| 2012                      | Kanada 18                 | MS18                      | 7  | 1 | 0 | 1  | 0  |
| 2014                      | Kanada 20                 | MSJ                       | 7  | 5 | 6 | 11 | 0  |
| 2019                      | Kanada                    | MS                        | 9  | 7 | 7 | 14 | 16 |
| Juniorská kariéra celkově | Juniorská kariéra celkově | Juniorská kariéra celkově | 14 | 6 | 6 | 12 | 0  |
| Seniorská kariéra celkově | Seniorská kariéra celkově | Seniorská kariéra celkově | 9  | 7 | 7 | 14 | 16 |